# The Ploughman's Lunch
The Ploughman's Lunch es una película británica de 1983  escrita por Ian McEwan y dirigida por Richard Eyre con la colaboración de Jonathan Pryce, Tim Curry y Rosemary Harris.
Su línea, según la British Film Institute, es "los caminos de los países y la gente reescriben su propia historia para favorecer las necesidades del futuro", el título de la película es una metáfora para el dicho redactado que se ha producido después de la Guerra de las Malvinas.